# Sport Club Internacional (Petrópolis)
Sport Club Internacional é uma agremiação esportiva de Petrópolis.  Em 2019 disputou o Campeonato Petropolitano de Futebol.

## História
O clube disputou o Campeonato Petropolitano de Futebol 23 vezes.

## Estatísticas

### Participações
| Competição               | Temporadas | Melhor campanha   | Estreia | Última | P | R |
| ------------------------ | ---------- | ----------------- | ------- | ------ | - | - |
| Campeonato Petropolitano | 3          | Campeão (9 vezes) | 1918    | 1969   | – | – |